# 1629
1629 (MDCXXIX) je bilo navadno leto, ki se je po gregorijanskem koledarju začelo na ponedeljek, po 10 dni počasnejšem julijanskem koledarju pa na četrtek.

## Rojstva
- 14. april - Christiaan Huygens, nizozemski astronom, fizik, matematik († 1695)
- 17. avgust - Jan III. Sobieski, poljski kralj in vojskovodja († 1696)
- - Laurent Cassegrain, francoski duhovnik, optik († 1693)

## Smrti
- 19. januar - Abas I. Veliki, perzijski šah dinastije Safavidov (* 1571)